# بيت زوبة (الرجم)

تعديل مصدري - تعديل

بيت زوبة هي إحدى قرى عزلة بني الجلبي بمديرية الرجم التابعة لمحافظة المحويت، بلغ تعداد سكانها 106 نسمة حسب تعداد اليمن لعام 2004.